# Férfi gerelyhajítás a 2023-as atlétikai világbajnokságon
A 2023-as atlétikai világbajnokságon a férfi gerelyhajítás selejtezőit augusztus 25-én, míg a döntőt augusztus 27-én rendezték meg Budapesten, a Nemzeti Atlétikai Központban.
A győzelmet a 25 éves indiai Neeraj Chopra nyerte meg 88,17 méteres eredménnyel. A 2020-as olimpián aranyérmes, de 2022-ben ezüstérmes sportoló ezzel megszerezte India történetének első szabadtéri világbajnoki aranyérmét. Chopra a második sorozatban dobta meg a győzelmet jelentő eredményt. Az ezüstérmes pakisztáni Arshad Nadeem a harmadik sorozatban tudta legjobban megközelíteni az indiai versenyzőt a 87,82 méteres dobásával, neki ez eddig a 2023-as esztendőben a legjobb eredménye. A bronzérmet a 2020-as olimpián ezüstérmes cseh Jakub Vadlejch szerezte meg ötödik sorozatban elért 86,67 méteres hajításával.
A versenyszám egyetlen magyar indulója, a mindössze 19 évesen a verseny legfiatalabb résztvevője, Herczeg György 76,18 méteres eredményével nem jutott be a döntőbe, a 23. helyen végzett.

## Rekordok
A versenyt megelőzően a következő rekordok voltak érvényben:
| Rekord                                                 | Versenyző és nemzetisége | Eredmény | Helyszín                              | Dátum               |
| ------------------------------------------------------ | ------------------------ | -------- | ------------------------------------- | ------------------- |
| Világrekord                                            | Jan Železný (CZE)        | 98,48 m  | Jéna, Németország                     | 1996. május 25.     |
| Világbajnoki rekord                                    | Jan Železný (CZE)        | 92,80 m  | Edmonton, Kanada                      | 2001. augusztus 12. |
| Világ legjobb idei eredménye                           | Jakub Vadlejch (CZE)     | 89,51 m  | Turku, Finnország                     | 2023. június 13.    |
| Afrika rekord                                          | Julius Yego (KEN)        | 92.72 m  | Peking, Kína                          | 2015. augusztus 26. |
| Ázsia rekord                                           | Cseng Csao-csun (TPE)    | 91,36 m  | Tajpej, Tajpej                        | 2017. augusztus 26. |
| Észak-, valamint Közép-Amerika és Karibi-térség rekord | Anderson Peters (GRN)    | 93,07 m  | Doha, Katar                           | 2022. május 13.     |
| Dél-Amerika rekord                                     | Edgar Baumann (PAR)      | 84,70 m  | San Marcos, Amerikai Egyesült Államok | 1999. október 17.   |
| Európa rekord                                          | Jan Železný (CZE)        | 98,48 m  | Jéna, Németország                     | 1996. május 25.     |
| Óceániai rekord                                        | Jarrod Bannister (AUS)   | 89,02 m  | Brisbane, Ausztrália                  | 2008. február 29.   |

## Kvalifikációs rendszer
A világbajnokságnak erre a versenyszámára 85,20 méteres eredménnyel lehetett automatikus kvalifikációt kivívni.

## Időbeosztás
Az események időbeosztása helyi időben (UTC+2) a következők voltak:
| Dátum         | Kezdési időpont | Kör       |
| ------------- | --------------- | --------- |
| Augusztus 25. | 10:10           | Selejtező |
| Augusztus 27. | 20:15           | Döntő     |

## Rövidítések
| - WR: világrekord - CR: világbajnoki rekord - WL: világ legjobb eredménye 2023-ban - AR: kontinentális rekord - NR: országos rekord | - PB: egyéni legjobb eredménye - SB: 2023-ban az addigi legjobb eredménye - Q: eredmény alapján továbbjutott - q: helyezés alapján továbbjutott - NM: érvényes kísérlet nélkül - X: rontott kísérlet |

### Selejtező
A selejtezőt 2023. augusztus 25-én rendezték meg, melyeken a 37 versenyzőt 2 selejtezőcsoportra (A és B) osztották be, mindkettő 10:10-kor kezdődött. Minden selejtezőcsoportból a legalább 83,00 méteres selejtezőszintet elért versenyzők (  Q  ) valamint a selejtezőszintet el nem érők közül a legjobbak, de maximum 12-en (  q  ) kvalifikálták magukat a döntőbe.
Vastaggal a versenyző legjobb eredményét jelöltük
| Helyezés | Csoport | Név                      | Nemzetiség              | Kísérletek | Kísérletek | Kísérletek | Eredmény | Megjegyzés |
| Helyezés | Csoport | Név                      | Nemzetiség              | 1          | 2          | 3          | Eredmény | Megjegyzés |
| -------- | ------- | ------------------------ | ----------------------- | ---------- | ---------- | ---------- | -------- | ---------- |
| 1        | A       | Neeraj Chopra            | India                   | 88,77      |            |            | 88,77    | Q, SB      |
| 2        | B       | Arshad Nadeem            | Pakisztán               | 70,63      | 81,53      | 86,79      | 86,79    | Q          |
| 3        | B       | Jakub Vadlejch           | Csehország              | 81,34      | 83,50      |            | 83,50    | Q          |
| 4        | A       | Julian Weber             | Németország             | 81,05      | 82,39      | 80,83      | 82,39    | q          |
| 5        | B       | Edis Matusevičius        | Litvánia                | 78,44      | 82,35      | -          | 82,35    | q          |
| 6        | A       | D,P, Manu                | India                   | 78,10      | 81,31      | 72,40      | 81,31    | q          |
| 7        | A       | Dawid Wegner             | Lengyelország           | 76,50      | 81,25      | 75,74      | 81,25    | q          |
| 8        | B       | Ihab Abdelrahman         | Egyiptom                | 80,75      | X          | X          | 80,75    | q          |
| 9        | B       | Kishore Jena             | India                   | 80,55      | 78,07      | X          | 80,55    | q          |
| 10       | B       | Oliver Helander          | Finnország              | X          | 80,19      | X          | 80,19    | q          |
| 11       | B       | Timothy Herman           | Belgium                 | 73,00      | 80,11      | -          | 80,11    | q          |
| 12       | B       | Andrian Mardare          | Moldova                 | 79,78      | 77,27      | 79,00      | 79,78    | q          |
| 13       | A       | Toni Kuusela             | Finnország              | 79,27      | X          | X          | 79,27    |            |
| 14       | A       | Genki Dean               | Japán                   | 78,21      | 78,57      | 79,21      | 79,21    |            |
| 15       | B       | Cyprian Mrzygłód         | Lengyelország           | 78,28      | 78,49      | 77,35      | 78,49    |            |
| 16       | A       | Anderson Peters          | Grenada                 | 78,02      | 77,51      | 78,49      | 78,49    |            |
| 17       | A       | Julius Yego              | Kenya                   | X          | 78,42      | 76,68      | 78,42    |            |
| 18       | B       | Lassi Etelätalo          | Finnország              | 76,89      | 78,19      | X          | 78,19    |            |
| 19       | B       | Cameron McEntyre         | Ausztrália              | X          | 75,44      | 78,10      | 78,10    |            |
| 20       | B       | Luiz Mauricio da Silva   | Brazília                | 68,25      | 77,70      | 74,17      | 77,70    |            |
| 21       | A       | Patriks Gailums          | Lettország              | 77,20      | 77,43      | X          | 77,43    |            |
| 22       | A       | Kenji Ogura              | Japán                   | 76,65      | X          | 75,70      | 76,65    |            |
| 23       | B       | Herczeg György           | Magyarország            | 72,31      | 76,18      | X          | 76,18    |            |
| 24       | A       | Capers Williamson        | Egyesült Államok        | 76,10      | X          | X          | 76,10    |            |
| 25       | B       | Alexandru Novac          | Románia                 | 75,75      | 74,61      | 74,67      | 75,75    |            |
| 26       | B       | Jakob Samuelsson         | Svédország              | 73,81      | X          | 75,50      | 75,50    |            |
| 27       | A       | Douw Smit                | Dél-afrikai Köztársaság | 64,29      | 75,03      | 71,21      | 75,03    |            |
| 28       | A       | Felise Vaha'i Sosaia     | Franciaország           | 68,23      | 74,80      | X          | 74,80    |            |
| 29       | B       | Rolands Štrobinders      | Lettország              | 74,46      | 73,98      | X          | 74,46    |            |
| 30       | A       | Curtis Thompson          | Egyesült Államok        | 72,46      | 72,99      | 74,21      | 74,21    |            |
| 31       | A       | Leandro Ramos            | Portugália              | 66,02      | 74,03      | 73,55      | 74,03    |            |
| 32       | B       | Artur Felfner            | Ukrajna                 | X          | X          | 73,81      | 73,81    |            |
| 33       | A       | Gatis Čakšs              | Lettország              | X          | 72,34      | 73,42      | 73,42    |            |
| 34       | A       | Pedro Henrique Rodrigues | Brazília                | X          | 67,11      | 72,34      | 72,34    |            |
| –        | B       | Ethan Dabbs              | Egyesült Államok        | X          | X          | X          | NM       |            |
| –        | B       | Juta Szakijama           | Japán                   | X          | X          | X          | NM       |            |
| –        | A       | Keshorn Walcott          | Trinidad és Tobago      |            |            |            | DNS      |            |

### Döntő
A döntőt 2023. augusztus 27-én 20:15-kor rendezték meg. 
Az első 3 kísérlet után már csak az akkor legjobb 8 eredménnyel rendelkező sportoló folytathatta a versenyzést.
Vastaggal a versenyző legjobb eredményét jelöltük
| Helyezés | Versenyző         | Nemzetiség    | Kísérletek | Kísérletek | Kísérletek | Kísérletek | Kísérletek | Kísérletek | Eredmény | Megjegyzés |
| Helyezés | Versenyző         | Nemzetiség    | 1          | 2          | 3          | 4          | 5          | 6          | Eredmény | Megjegyzés |
| -------- | ----------------- | ------------- | ---------- | ---------- | ---------- | ---------- | ---------- | ---------- | -------- | ---------- |
| 1        | Neeraj Chopra     | India         | X          | 88,17      | 86,32      | 84,64      | 87,73      | 83,96      | 88,17    |            |
| 2        | Arshad Nadeem     | Pakisztán     | 74,80      | 82,81      | 87,82      | 87,15      | X          | 81,86      | 87,82    | SB         |
| 3        | Jakub Vadlejch    | Csehország    | 82,59      | 84,18      | 83,65      | 83,62      | 86,67      | X          | 86,67    |            |
| 4        | Julian Weber      | Németország   | 80,43      | 85,79      | 76,86      | 82,55      | 82,81      | 79,01      | 85,79    |            |
| 5        | Kishore Jena      | India         | 75,70      | 82,82      | X          | 80,19      | 84,77      | X          | 84,77    | SB         |
| 6        | D, P, Manu        | India         | 78,44      | X          | 83,72      | X          | 83,48      | 84,14      | 84,14    |            |
| 7        | Oliver Helander   | Finnország    | 83,38      | 81,44      | X          | X          | X          | 82,85      | 83,38    |            |
| 8        | Edis Matusevičius | Litvánia      | 75,13      | 80,42      | 82,29      | 79,17      | X          | 77,53      | 82,29    |            |
| 9        | Dawid Wegner      | Lengyelország | 78,19      | 74,60      | 80,75      |            |            |            | 80,75    |            |
| 10       | Ihab Abdelrahman  | Egyiptom      | 80,64      | 78,94      | X          |            |            |            | 80,64    |            |
| 11       | Andrian Mardare   | Moldova       | 79,66      | 79,24      | 79,49      |            |            |            | 79,66    |            |
| 12       | Timothy Herman    | Belgium       | 72,17      | 74,56      | X          |            |            |            | 74,56    |            |